# Lavoro

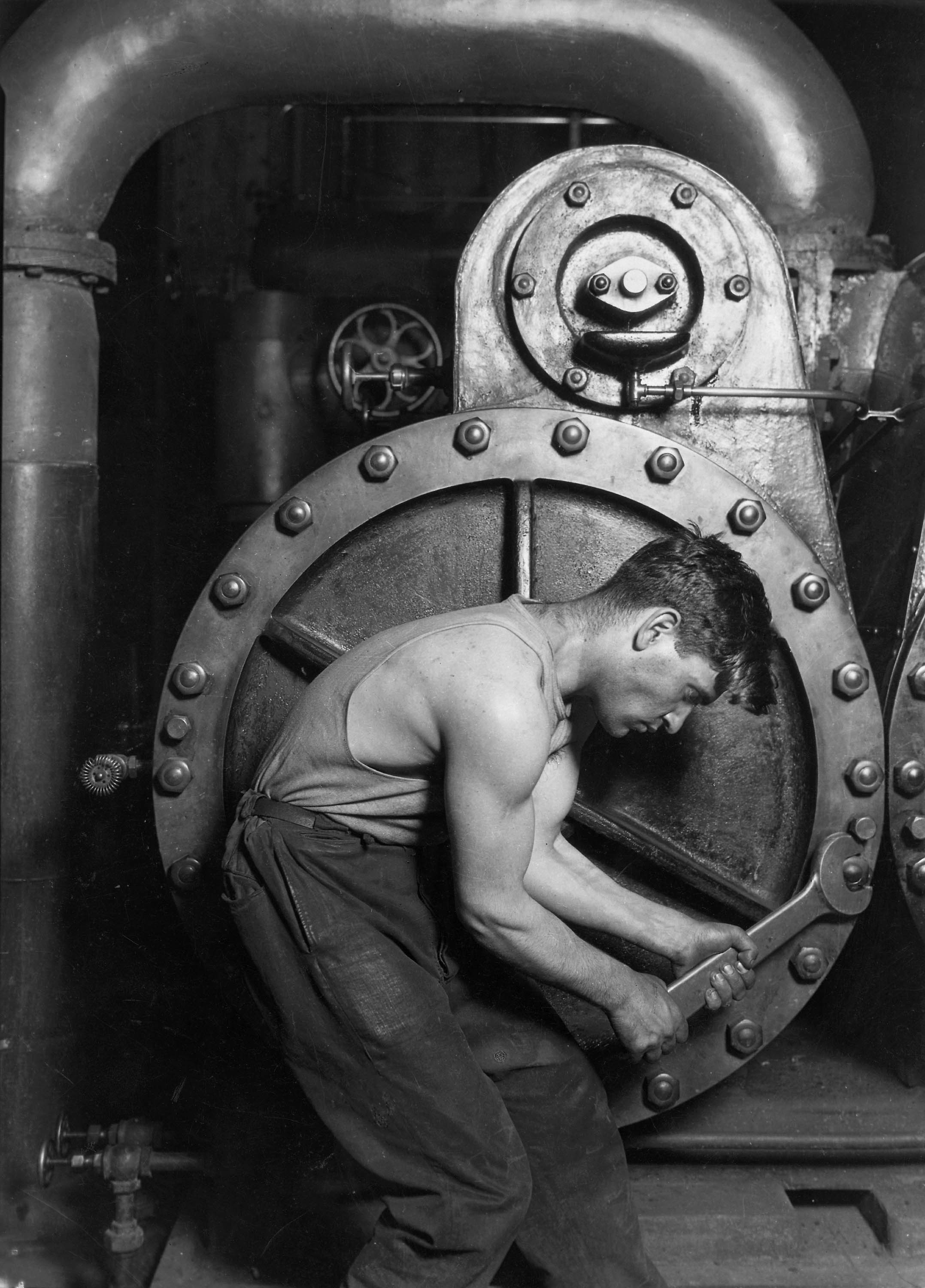
Un operaio addetto a una macchina a vapore (foto di Lewis Hine, 1920)

Il lavoro è un'attività produttiva, che implica la messa in atto di conoscenze rigorose e metodiche, intellettuali e/o manuali, per produrre e dispensare beni e servizi in cambio di compenso, monetario o meno.
Si tratta di un servizio utile che si rende alla società, e prevede la concessione sistematica al pubblico di un bene in cambio di un altro, in forma di compenso non sempre monetario. Nel mondo moderno l'attività lavorativa viene esplicata con l'esercizio di un mestiere o di una professione e ha come scopo la soddisfazione dei bisogni individuali e collettivi. Dal punto di vista giuridico si distingue il lavoro subordinato da quello autonomo e parasubordinato con caratteristiche intermedie tra i primi due.
(Karl Polanyi)

## Etimologia

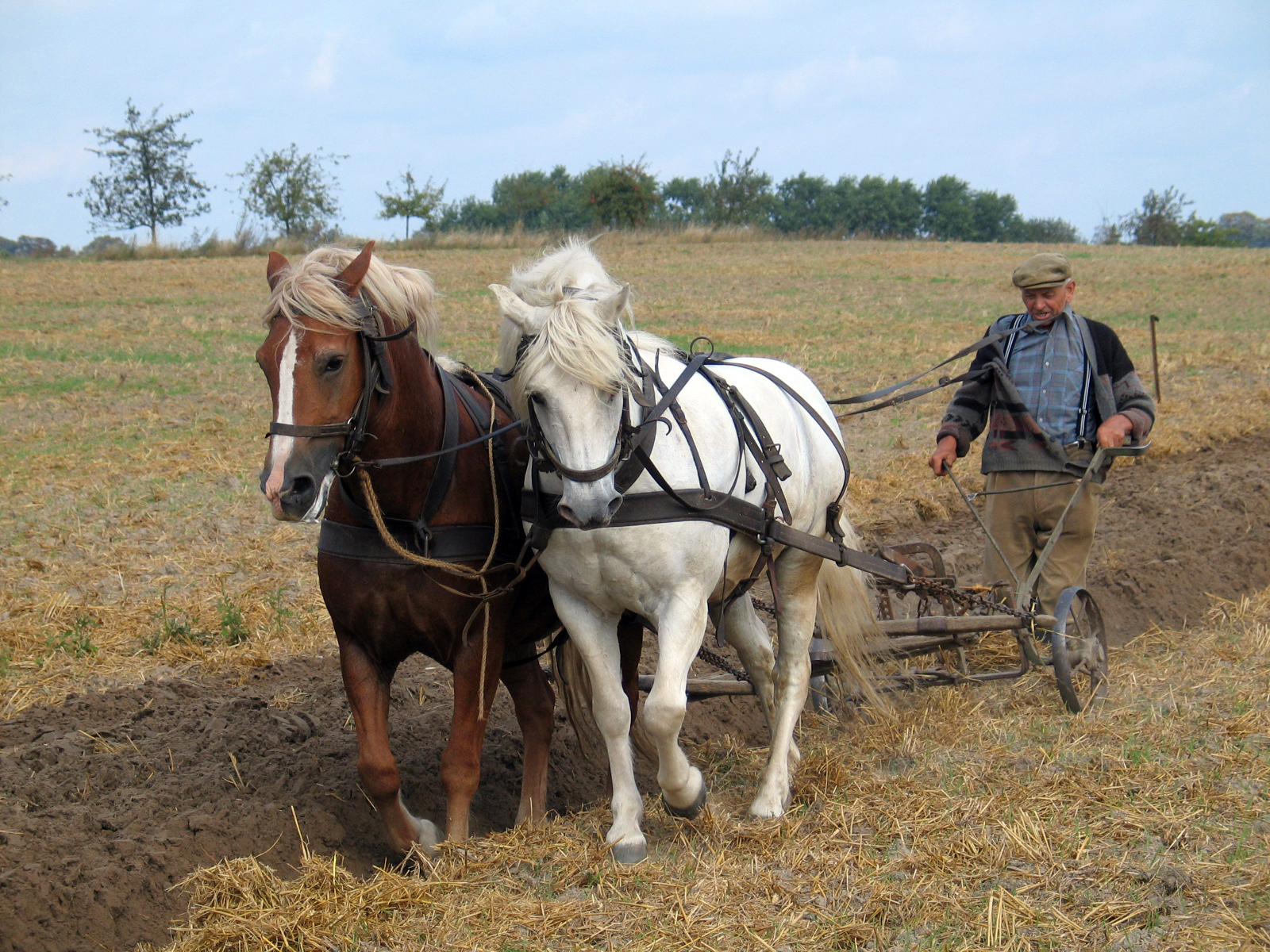
Un agricoltore intento ad arare in Germania

Zappatori che scavano l'acquedotto del fiume Cedar, Washington (1899)

Il termine lavoro deriva dal latino labor con il significato di fatica. Sono noti i detti della letteratura classica durar fatica e operar faticando. Altro termine di parlate italiane per "lavoro" è travaglio, che deriva dal latino tripalium (strumento di tortura), ad esempio in siciliano "lavorare" si dice travagghiari e in piemontese travajè e così via. Ancora oggi in alcuni dialetti regionali si usano i termini faticare, andare a faticare (per dire lavorare, andare a lavorare).

## Ambiti
(Hannah Arendt)

### Ambito economico e sociale
Lavorare significa occupare il tempo nel fare qualcosa di produttivo, traendone un vantaggio generalmente economico. Infatti con il termine occupato si definisce lo status del lavoratore e, con il suo opposto, disoccupato, si definisce lo status di chi non ha un lavoro come un soggetto in cerca di una prima occupazione. Il lavoratore dipendente ha generalmente una controparte, con la quale instaura un rapporto di lavoro regolamentato tipicamente da un contratto di lavoro.
(Thomas Malthus, 1836)

### Ambito spirituale

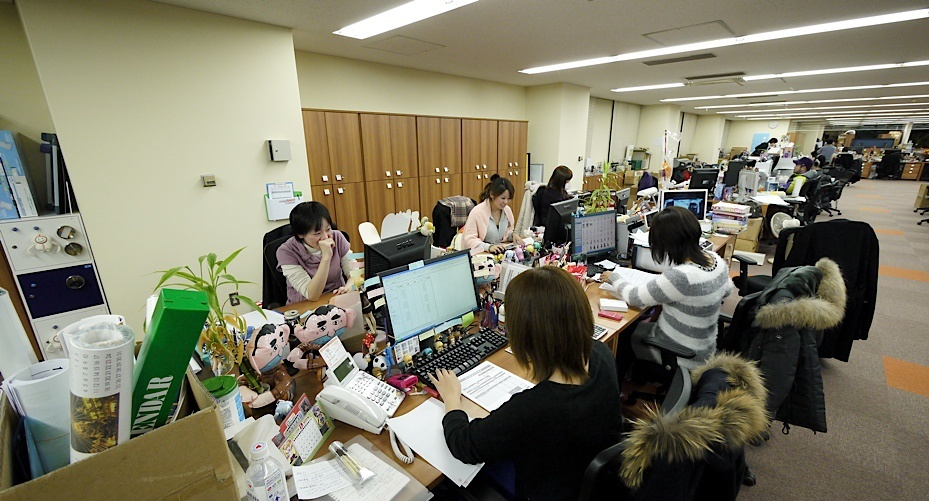
Lavoro d'ufficio

Il lavoro è quella forza, unita alla consapevolezza di sé, che permette di realizzare la propria natura potenziale, portando a termine compiti etici che possano fornire un beneficio spirituale e morale a se stessi, all'ambiente sociale e naturale. Può anche essere definito come Karma Yoga, ossia essere in connessione o mantenere una determinata consapevolezza, fondata su principi etici, nelle azioni che si stanno svolgendo.
In quest'ambito rientra la teoria del lavoro affettivo sviluppata dal filosofo italiano Toni Negri e dallo statunitense Michael Hardt.

## EURES - Posti di lavoro vacanti in Europa

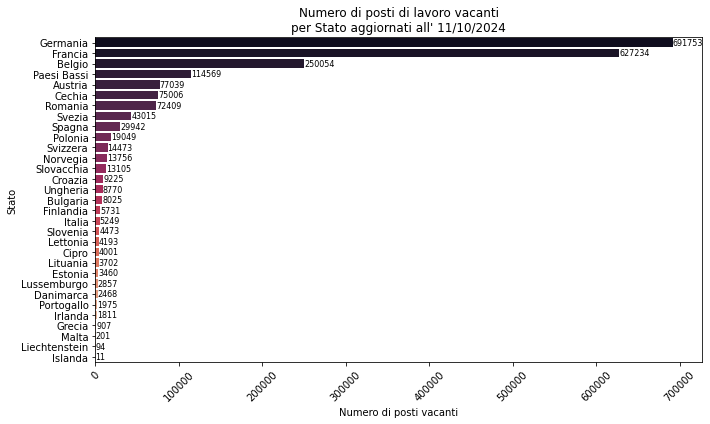
Fonte :EURES

EURES (European Employment Services) è una rete di cooperazione europea formata da servizi pubblici per l'impiego.È un'agenzia dell'UE istituita per facilitare la mobilità occupazionale tra gli Stati membri e mantiene un database di posti di lavoro  come mezzo utile per cercare e candidarsi per posti di lavoro nell'UE e in Svizzera.
Nel 1994 EURES ha avviato una rete di collaborazione europea tra i servizi per l'impiego. La sua missione è agevolare la mobilità dei lavoratori in Europa. La rete ha dedicato un impegno costante per garantire che i cittadini europei abbiano accesso alle stesse opportunità, superando ostacoli come le differenze linguistiche, culturali, le sfide burocratiche, le variazioni nelle leggi sul lavoro e i problemi di riconoscimento dei titoli di studio tra le diverse regioni dell'Europa.
Attraverso il portale accessibile all'indirizzo: https://ec.europa.eu/eures/portal/jv-se/home?lang=it&pageCode=find_a_job, è possibile cercare offerte di lavoro in base alla località, al settore professionale o alla professione desiderata. In alternativa, è sufficiente inserire il tipo di lavoro desiderato nella casella di ricerca dedicata.

## Il lavoro nella legislazione italiana

### Il codice del 1865
In riferimento al vecchio Codice civile italiano del 1865, sulle orme della tradizione giuridica romana, si usava definire con l'espressione locatio il lavoro come locazione di opere accanto alla locazione delle cose. La locatio operis aveva ad oggetto uno specifico risultato e si distingueva dalla locatio operarum riguardante un'attività lavorativa avulsa dal rischio del risultato. In tal modo si distingueva tra lavoro autonomo comprendendo le professioni intellettuali e il lavoro subordinato.

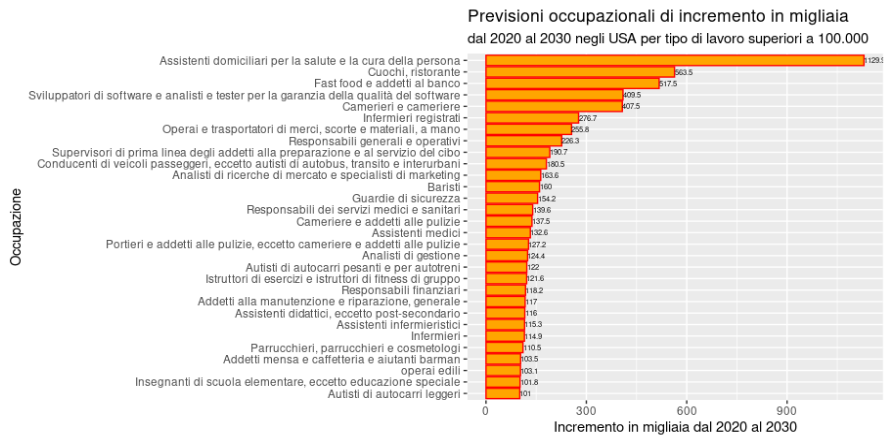
Fonte: https://www.bls.gov/emp/tables/fastest-growing-occupations.htm

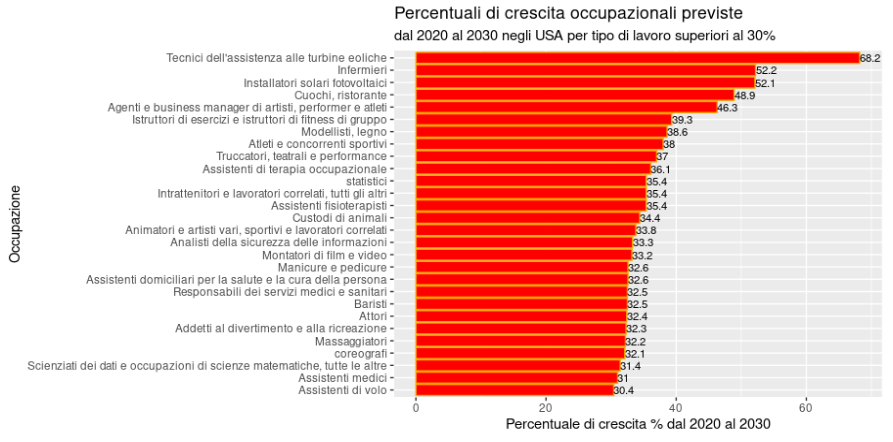
Fonte: https://www.bls.gov/emp/tables/fastest-growing-occupations.htm

Nel caso di lavoro autonomo e libera professione l'altra parte è il cliente. Nel lavoro autonomo il contratto d'opera non si svolge alle dirette dipendenze dell'imprenditore. Differenziato dal lavoro subordinato, come si è accennato, era distinto con l'espressione locatio operis. Il rapporto è regolato da accordi di fornitura di beni o servizi. 
Alla fine, in mancanza di una definizione omnicomprensiva di subordinazione, la dottrina ha fatto riferimento alla giurisprudenza che ha elaborato vecchi e nuovi concetti pervenendo alla distinzione, non solo generale e astratta, tra lavoro dipendente e autonomo ma alla loro qualificazione riguardo al concreto atteggiarsi del rapporto di lavoro.
Quale che sia la controparte il rapporto di lavoro deve rispondere alle norme più alte e generali del diritto privato, in particolare il diritto commerciale e il diritto del lavoro. Nel rapporto di lavoro subordinato una forte valenza assume il diritto sindacale. Si comprendono gli elevati risvolti pubblici del lavoro con ricadute sociali anche sul piano delle tutele giuridiche e sindacali.

### La Costituzione repubblicana
Il lavoro è il pilastro fondamentale su cui si basano le nazioni e le società. In Italia la Carta fondamentale tutela una serie di diritti dei lavoratori garantendo in particolare quelli delle fasce più deboli, infatti l'articolo 1 della Costituzione della Repubblica Italiana recita: 
Il legislatore nell'enucleare l'articolo dunque ha voluto dar grande risalto al concetto di lavoro quale elemento fondante dello Stato. Altre importanti disposizioni costituzionali sono:
- L'art. 4 sancisce che " La Repubblica riconosce a tutti i cittadini il diritto al lavoro e promuove le condizioni che rendano effettivo questo diritto. Ogni cittadino ha il dovere di svolgere, secondo le proprie possibilità e la propria scelta, un'attività o una funzione che concorra al progresso materiale o spirituale della società".
- L'art. 31 La Repubblica agevola con misure economiche e altre provvidenze la formazione della famiglia e l'adempimento dei compiti relativi, con particolare riguardo alle famiglie numerose.
- L'art. 35 tutela il lavoro in tutte le sue forme ed applicazioni curandone anche la formazione e l'elevazione professionale.
- L'art. 36 sancisce il diritto del lavoratore ad una retribuzione proporzionata alla quantità e qualità del suo lavoro e in ogni caso sufficiente ad assicurare a sé e alla famiglia un'esistenza libera e dignitosa.
- L'art. 37 estende alla donna gli stessi diritti e, a parità di lavoro, le stesse retribuzioni che spettano al lavoratore. Il codice civile all'art. 2110 tutela anche il periodo di gravidanza e di puerperio
- L'art. 38 tutela l'assistenza sociale e le forme di previdenza.
- Il diritto di sciopero è garantito dall'art. 40 ed è regolato dalle leggi.
- L'art. 41 è un crocevia nel quale si incontrano le esigenze del capitale e la sicurezza nel lavoro: l'iniziativa economica privata è libera, ma non può recare danno alla sicurezza, alla libertà e alla dignità umana. L'art. 2087 del codice civile stabiliva già l'obbligo di sicurezza del datore di lavoro[9].
- L'art. 46 prevede, ai fini dell'elevazione economica e sociale del lavoro, il diritto dei lavoratori a collaborare alla gestione delle aziende secondo quanto stabilito dalle leggi.

La Costituzione demanda inoltre la possibilità ai sindacati dei lavoratori di stipulare contratti collettivi di lavoro con efficacia obbligatoria per tutti gli appartenenti alle categorie alle quali il contratto si riferisce. (Art. 39)

### La disciplina generale del lavoro oggi
La disciplina fondamentale del lavoro è contenuta nel codice civile italiano, ad esempio ai sensi dell'art. 2094 c.c. è prestatore del lavoro subordinato chi si obbliga dietro retribuzione a prestare nell'impresa il proprio lavoro che può essere intellettuale o manuale. In altre parole nel lavoro subordinato è presente una soggezione del lavoratore alle decisioni e agli ordini del datore di lavoro. Tuttavia la nozione codicistica non basta da sola a qualificare e circoscrivere il rapporto subordinato nel suo concreto atteggiarsi. In dottrina si fa rilevare l'allargamento dell'area riconosciuta come subordinata da parte della giurisprudenza come fenomeno socioeconomico.
Altre norme importanti sono:
- La legge n. 604 del 15 luglio 1966 sulla disciplina dei licenziamenti individuali la cui validità è subordinata all'esistenza di una giusta causa o di un giustificato motivo.
- Con una normativa organica è entrato in vigore il cosiddetto Statuto dei lavoratori con la legge n. 300 del 1970.
- Legge n.1204 del 30 dicembre 1971[11] sancisce la "Tutela delle lavoratrici madri"
- La legge n. 533 dell'11 agosto 1973 ha introdotto la disciplina delle controversie individuali in materia di lavoro e di previdenza e assistenza obbligatoria. La procedura per rivendicare davanti all'autorità giudiziaria il riconoscimento di un diritto è stata costruita con il rito del lavoro e il Giudice specializzato del lavoro[12].
- La legge n. 125 del 10 aprile 1991 stabilisce le "azioni positive per la realizzazione della parità uomo-donna nel lavoro".(art.1,co.1)[13]
- I provvedimenti che introducono una disciplina speciale per il lavoro a distanza, detto anche lavoro agile.

Tipologie di lavoro:
- Lavoro subordinato
- Lavoro autonomo

### I lavori atipici
Con l'entrata in vigore della cosiddetta legge Biagi sono stati disciplinati i lavori atipici e la flessibilità nel lavoro. In realtà la legge è impropriamente così definita in quanto si tratta solo di una legge delega al governo, il D. Lgs. n. 276 del 2003.
In particolare nelle forme di flessibilità introdotte dalla nuova normativa trovano applicazione:
- il lavoro a tempo parziale (artt. 46 e 85 comma 2 del decreto n. 276)
- la somministrazione di lavoro (artt. 20-28)
- il lavoro intermittente (artt. 33-40)
- il lavoro ripartito (artt. 41-45)
- il contratto di inserimento
- il contratto a progetto (art. 69) forma particolare della Collaborazione coordinata e continuativa
- Il lavoro accessorio

### Altri lavori
Altre forme di lavoro, alcune molto più diffuse di quello che si pensa superficialmente, sono:
- Associazione in partecipazione
- Socio lavoratore presso una cooperativa
- Lavoro e formazione congiunta: stage, tirocinio, praticantato, apprendistato
- Amministratore (operativo) di società
- Lavoro parasubordinato[15]
- Prestazione occasionale

Nello specifico nel concetto di lavoro occasionale rientrano:
- Collaborazioni occasionali o mini co.co.co: abrogato da d.lgs. n. 81/2015
- Lavoro autonomo occasionale: artt. 2222 e ss. del codice civile
- Lavoro accessorio occasionale: abrogato dal d.l. 17 marzo 2017, n. 25, conv. l. 20 aprile 2017, n. 49
- Contratto di prestazione occasionale o PrestO: d.l. 24 aprile 2017, n. 50, convertito, con modificazioni, dalla l. 21 giugno 2017, n. 96.[16]

### Sinonimi, derivati e classificazioni
Il lavoro subordinato è anche denominato impiego, da cui discende il termine impiegato. Quest'ultimo termine, tuttavia è spesso utilizzato per indicare una specifica categoria di lavoratore che generalmente include lavori d'ufficio (contabilità, fatturazione, amministrazione, design, pianificazione, inserimento dati e così via), spesso in contrapposizione a quella di operaio (lavori quasi sempre legati alla manualità). Altre categorie, pressoché legate alla gerarchia, responsabilità e retribuzione sono i quadri e i dirigenti.
Una vecchia consuetudine, che prevedeva la trascrizione nel libretto di lavoro, distingueva l'impiegato di concetto dall'impiegato di complemento. Un'altra consuetudine, tipica di ambienti industriali, distingue il lavoro intellettuale, dove prevale la capacità mentale, dal lavoro fisico, dove prevale la capacità fisica. Ancora nella terminologia industriale, quando ci si riferisce al lavoro come tempo e costo impiegato dai lavoratori per le attività produttive si utilizza il termine manodopera. 
Nella moderna terminologia aziendale, in ottica di gestione per processi in cui si contrappongono le risorse in entrata, con i risultati in uscita, per riferirsi ai lavoratori, si utilizza il termine risorse umane (pur restando in auge l'altisonante termine "maestranze" utilizzato spesso nelle comunicazioni dalle aziende alla totalità dei lavoratori). In tal modo si distinguono dalle risorse materiali e immateriali.

### Estensione del termine nell'uso comune
- L'opera che si sta creando, costruendo o eseguendo. Può essere un'opera d'arte, un brano musicale, un testo scritto, ecc.
- Il luogo dove si svolge l'attività di lavoro.
- Al plurale, la locuzione lavori pubblici indica opere di pubblica utilità finanziate e gestite dallo Stato o da enti pubblici territoriali.

## Lavoratori in Italia

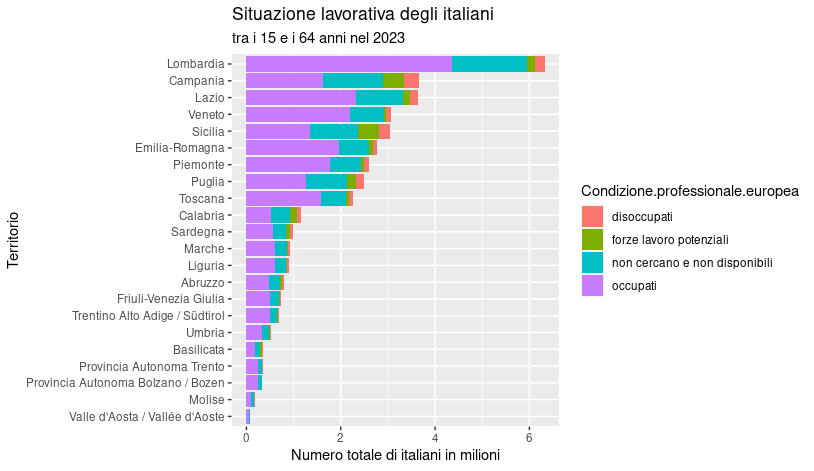
Situazione lavorativa degli italiani nel 2023
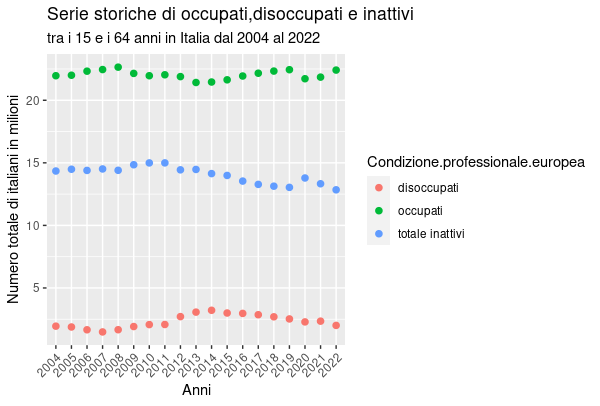
Serie storiche di occupati, disoccupati e inattivi in Italia

| Territorio                     | Disoccupati | Forze lavoro potenziali | Non cercano e non disponibili | Occupati  |
| ------------------------------ | ----------- | ----------------------- | ----------------------------- | --------- |
| Abruzzo                        | 48 175      | 40 234                  | 221 321                       | 484 450   |
| Basilicata                     | 18 184      | 35 194                  | 106 008                       | 181 324   |
| Calabria                       | 100 189     | 145 882                 | 404 633                       | 514 649   |
| Campania                       | 320 763     | 450 478                 | 1 261 843                     | 1 625 366 |
| Emilia-Romagna                 | 102 185     | 80 464                  | 625 732                       | 1 966 991 |
| Friuli-Venezia Giulia          | 24 504      | 21 689                  | 181 251                       | 504 153   |
| Lazio                          | 172 616     | 153 988                 | 980 640                       | 2 330 324 |
| Liguria                        | 41 253      | 27 887                  | 215 477                       | 615 983   |
| Lombardia                      | 207 735     | 166 828                 | 1 596 607                     | 4 349 944 |
| Marche                         | 29 059      | 23 647                  | 250 009                       | 615 189   |
| Molise                         | 9 967       | 13 759                  | 52 105                        | 104 625   |
| Piemonte                       | 103 135     | 66 918                  | 664 277                       | 1 770 840 |
| Provincia Autonoma Bolzano     | 3 351       | 4 173                   | 82 285                        | 250 243   |
| Provincia Autonoma Trento      | 8 635       | 9 643                   | 81 387                        | 240 993   |
| Puglia                         | 171 500     | 185 167                 | 856 012                       | 1 271 332 |
| Sardegna                       | 63 057      | 101 952                 | 272 909                       | 556 017   |
| Sicilia                        | 247 275     | 429 484                 | 1 022 561                     | 1 350 834 |
| Toscana                        | 90 298      | 56 153                  | 534 311                       | 1 575 127 |
| Trentino Alto Adige / Südtirol | 11 986      | 13 816                  | 163 672                       | 491 236   |
| Umbria                         | 24 730      | 23 207                  | 135 295                       | 339 351   |
| Valle d'Aosta                  | 2 505       | 2 035                   | 18 794                        | 53 533    |
| Veneto                         | 96 903      | 55 607                  | 717 587                       | 2 189 899 |

| Anno | Disoccupati | Inattivi   | Occupati   |
| ---- | ----------- | ---------- | ---------- |
| 2004 | 1.948.304   | 14.346.576 | 21.961.533 |
| 2005 | 1.882.027   | 14.488.413 | 22.000.538 |
| 2006 | 1.658.912   | 14.393.246 | 22.324.684 |
| 2007 | 1.486.124   | 14.511.062 | 22.454.701 |
| 2008 | 1.664.221   | 14.402.840 | 22.646.000 |
| 2009 | 1.917.247   | 14.847.785 | 22.146.588 |
| 2010 | 2.073.513   | 14.993.254 | 21.961.497 |
| 2011 | 2.081.773   | 14.996.074 | 22.036.833 |
| 2012 | 2.710.408   | 14.440.585 | 21.890.776 |
| 2013 | 3.069.999   | 14.471.566 | 21.420.225 |
| 2014 | 3.216.439   | 14.139.612 | 21.457.896 |
| 2015 | 2.998.682   | 13.991.844 | 21.634.191 |
| 2016 | 2.967.443   | 13.541.815 | 21.937.636 |
| 2017 | 2.862.566   | 13.278.049 | 22.161.385 |
| 2018 | 2.695.456   | 13.133.934 | 22.332.614 |
| 2019 | 2.525.237   | 13.038.800 | 22.442.714 |
| 2020 | 2.288.142   | 13.788.369 | 21.721.017 |
| 2021 | 2.348.292   | 13.328.350 | 21.849.197 |
| 2022 | 2.008.963   | 12.844.586 | 22.412.480 |